# Coupe de France féminine 2019/20
Der Wettbewerb um die Coupe de France féminine in der Saison 2019/20 war die 19. Ausspielung des französischen Fußballpokals für Frauenmannschaften. Die Teilnahme ist nur für die Frauschaften der ersten bis dritten Liga verpflichtend. In dieser Spielzeit haben sich 759 Vereine angemeldet, die bis dahin höchste Zahl von Teilnehmern.
Titelverteidiger waren die Frauen von Olympique Lyon, die sich im Endspiel erneut durchsetzten. Der Wettbewerb, der aufgrund der Virus-Pandemie noch vor dem Halbfinale unterbrochen worden war, ist erst Anfang August 2020 zu Ende geführt worden.
Der Wettbewerb wird nach dem klassischen Pokalmodus ausgetragen; das heißt insbesondere, dass die jeweiligen Spielpaarungen ohne Setzlisten oder eine leistungsmäßige beziehungsweise ab dem Achtelfinale ohne regionale Vorsortierung der Vereine aus sämtlichen noch im Wettbewerb befindlichen Klubs ausgelost werden und lediglich ein Spiel ausgetragen wird, an dessen Ende ein Sieger feststehen muss (und sei es durch ein Elfmeterschießen – eine Verlängerung bei unentschiedenem Stand nach 90 Minuten ist nicht vorgesehen), der sich dann für die nächste Runde qualifiziert, während der Verlierer ausscheidet. Auch das Heimrecht wird für jede Begegnung durch das Los ermittelt – mit Ausnahme des Finales, das auf neutralem Platz an jährlich wechselnden Orten stattfindet –, jedoch mit der Einschränkung, dass Klubs, die gegen eine mindestens zwei Ligastufen höher spielende Elf anzutreten haben, automatisch Heimrecht bekommen.
Nach Abschluss der von den regionalen Untergliederungen des Landesverbands FFF organisierten Qualifikationsrunden greifen die zwölf Erstligisten im Sechzehntelfinale in den Wettbewerb ein; bis 2017/18 mussten sie dies bereits im Zweiunddreißigstelfinale, der sogenannten zweiten Bundesrunde (Deuxième tour fédéral). Die 24 Zweitligisten sind schon zwei Runden vorher (Premier tour fédéral oder erste Bundesrunde) beteiligt. Für das Zweiunddreißigstelfinale (Beginn der Hauptrunde) hatten sich diesmal neben 15 Dritt- auch drei Viertligisten qualifiziert, während zwei Zweitdivisionäre (FC Toulouse und FC Nantes) bereits ausgeschieden waren. Als letzter verbliebener unterklassiger Verein scheiterte der Arras FCF im Viertelfinale; die Girondins Bordeaux hingegen überstanden auch diese Runde, konnten aber bis dahin keine Partie nach 90 Minuten beenden, sondern mussten jedes Mal ins Elfmeterschießen gehen.

## Zweiunddreißigstelfinale
Spiele am 15. Dezember 2019. Die Vereine der beiden höchsten Ligen sind mit D1 bzw. D2 gekennzeichnet, Drittdivisionäre mit DH.
| - ASPTT Albi (D2) – US Orléans (D2) 0:1 - FC Montauban (D2) – FC Bergerac (D2) 8:2 - Le Havre AC (D2) – US Saint-Malo (D2) 4:0 - Arras FCF (D2) – SC Amiens (D2) 1:0 - FF Issy (D2) – AS Nancy (D2) 1:2 - Racing Strasbourg (DH) – OSC Lille (D2) 0:3 - AS Monaco (DH) – Grenoble Foot (D2) 0:3 - US Saint-Vit (DH) – OGC Nizza (D2) 1:0 - Olympique Mérignies – FC Vesoul (DH) 1:7 - SM Caen – Le Mans FC (DH) 0:3 | - VGA Saint-Maur (D2) – FC Vendenheim (D2) 0:1 - FC Tarascon (DH) – AS Saint-Étienne (D2) 1:7 - FC Bourges 18 (DH) – ESOF La Roche (D2) 1:1, 2:4 i. E. - LB Châteauroux (DH) – FF Yzeure Allier Auvergne (D2) 0:8 - CPBB Rennes (DH) – Racing Saint-Denis (D2) 0:2 - FC Grand Calais Pascal (DH) – Stade Brest (D2) 0:1 - FF Nîmes Métropole Gard (DH) – FC Thonon Évian (D2) 0:4 - Le Puy Foot 43 (DH) – AF Rodez (D2) 2:2, 3:4 i. E. - FC Valenciennes (DH) – CA Paris XIVème (DH) 1:1, 3:4 i. E. - Auch Football – AS Mazères Uzos Rontignon (DH) 1:6 |

## Sechzehntelfinale
Spiele am 11./12. Januar 2020.
| - FC Fleury (D1) – EA Guingamp (D1) 1:2 - ASJ Soyaux (D1) – Le Havre AC (D2) 2:1 - FC Vesoul (DH) – FCO Dijon (D1) 0:12 - OSC Lille (D2) – US Orléans (D2) 2:0 - ESOF La Roche (D2) – Arras FCF (D2) 0:1 - Stade Brest (D2) – FC Montauban (D2) 0:1 - AS Nancy (D2) – FC Thonon Évian (D2) 0:2 - US Saint-Vit (DH) – AF Rodez (D2) 0:4 | - Olympique Lyon (D1) – Olympique Marseille (D1) 9:1 - Paris FC (D1) – Girondins Bordeaux (D1) 1:1, 4:5 i. E. - Racing Saint-Denis (D2) – Stade Reims (D1) 1:4 - FF Yzeure Allier Auvergne (D2) – HSC Montpellier (D1) 1:6 - FC Metz (D1) – AS Saint-Étienne (D2) 2:2, 5:4 i. E. - AS Mazères Uzos Rontignon (DH) – Paris Saint-Germain FC (D1) 0:9 - Grenoble Foot (D2) – FC Vendenheim (D2) 2:0 - CA Paris XIVème (DH) – Le Mans FC (DH) 1:1, 5:4 i. E. |

## Achtelfinale
Spiele am 1./2. Februar 2020
| - ASJ Soyaux (D1) – EA Guingamp (D1) 0:1 - HSC Montpellier (D1) – FC Metz (D1) 7:1 - OSC Lille (D2) – FCO Dijon (D1) 0:1 - Grenoble Foot (D2) – Arras FCF (D2) 0:1 | - FC Thonon Évian (D2) – Olympique Lyon (D1) 0:2 - FC Montauban (D2) – Girondins Bordeaux (D1) 1:1, 2:4 i. E. - AF Rodez (D2) – Paris Saint-Germain FC (D1) 0:6 - CA Paris XIVème (DH) – Stade Reims (D1) 0:8 |

## Viertelfinale
Spiele am 15./16. Februar 2020
| - EA Guingamp (D1) – Stade Reims (D1) 2:1 - FCO Dijon (D1) – Olympique Lyon (D1) 0:2 | - HSC Montpellier (D1) – Girondins Bordeaux (D1) 3:3, 5:6 i. E. - Arras FCF (D2) – Paris Saint-Germain FC (D1) 1:3 |

## Halbfinale
Die Spiele, ursprünglich für den 21./22. März 2020 vorgesehen, wurden am 2. August 2020 ausgetragen.
| - EA Guingamp (D1) – Olympique Lyon (D1) 0:1 | - Girondins Bordeaux (D1) – Paris Saint-Germain FC (D1) 1:2 |

## Finale
Das ursprünglich für den 9. Mai vorgesehene Spiel fand am 9. August 2020 im Stade de l’Abbé-Deschamps von Auxerre vor 5.000 Zuschauern statt.
- Olympique Lyon – Paris Saint-Germain 0:0 n. V., 4:3 i. E.

### Aufstellungen
Lyon: Sarah Bouhaddi – Lucy Bronze, Kadeisha Buchanan, Wendie Renard , Selma Bacha (Eugénie Le Sommer, 62.) – Amandine Henry (Sara Björk Gunnarsdóttir, 75.), Dzsenifer Marozsán, Saki Kumagai, Amel Majri – Delphine Cascarino (Shanice van de Sanden, 74.), Nikita Parris (Jodie Taylor, 90.)
Trainer: Jean-Luc Vasseur
Paris: Christiane Endler – Ashley Lawrence (Signe Bruun, 90.), Paulina Dudek, Irene Paredes , Perle Morroni – Kadidiatou Diani, Onema Grace Geyoro, Formiga (Sara Däbritz, 59.), Sandy Baltimore (Ramona Bachmann, 74.) – Jordyn Huitema (Nadia Nadim, 74.), Marie-Antoinette Katoto (Léa Khelifi, 90.)
Trainer: Olivier Echouafni
Schiedsrichterin: Victoria Beyer

### Tore im Elfmeterschießen
Die ersten drei Schützinnen beider Teams (Majri, Marozsán, Renard für Lyon, Nadim, Däbritz, Bruun für Paris) verwandelten ihren Strafstoß jeweils. Dann hielt Endler Le Sommers Schuss, verschoss aber gleich anschließend ihren eigenen Elfmeter. Danach traf Bronze, während Khelifi den Ball nicht im Tor unterbrachte.

### Besondere Vorkommnisse
Das Spiel musste in der ersten Halbzeit für etwa eine Viertelstunde unterbrochen werden, nachdem das Flutlicht ausgefallen war.
Die 37-jährige Élodie Coppola wurde bereits zum vierten Mal als Linienrichterin bei einem Landespokalfinale nominiert; ein weiteres Endspiel (2012) hatte sie zudem selbst geleitet. Keine andere Schiedsrichterin brachte es in diesem Wettbewerb bisher auf annähernd gleich viele Finaleinsätze.